# 埃爾佩尼奧爾

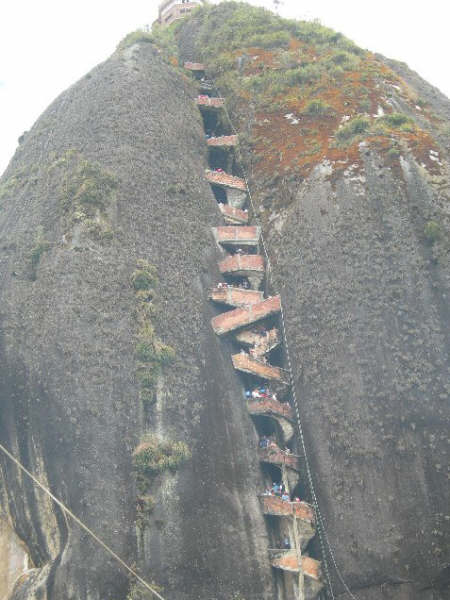

埃爾佩尼奧爾是哥倫比亞的城鎮，位於該國北部，由安蒂奧基亞省負責管轄，距離首府麥德林67公里，始建於1714年，面積143平方公里，海拔高度2,000米，2005年人口16,177。
6°13′7″N 75°14′36″W / 6.21861°N 75.24333°W